# Reality Kings
Reality Kings ist ein von dem Unternehmen RK Netmedia Inc. betriebenes Network, das 52 kostenpflichtige pornografische Websites betreibt, das sogenannte Reality Kings Network. Das Unternehmen besteht seit 2000.
Die Websites enthalten gemäß eigenen Angaben 13.405 Sexszenen mit 8.395 Darstellerinnen (Dezember 2019). Reality Kings zählt damit neben Brazzers.com und Bangbros.com zu den größten Pornowebsites im Internet, siehe auch Pornografie im Internet.
Zu den bekanntesten und erfolgreichsten Reality Kings Websites zählen unter anderem MILFHunter.com, MoneyTalks.com und MikesApartment.com. Die über die Websites anseh- und im Format MPEG oder Windows Media herunterladbaren Szenen, mit einer durchschnittlichen Länge von 30 Minuten, können unterschiedlichen Genren wie etwa MILF, Threesome, Big Ass und Latina zugeordnet werden.
Eine Fusionsmeldung (mit Manwin) wurde im April 2012 bei der österreichischen Bundeswettbewerbsbehörde eingereicht. Im September 2012 hat Manwin (heute MindGeek) die Akquisition abgeschlossen. Reality Kings ist ein Teil des Pornhub Networks.

## DVD
Die Szenen der Genre-orientierten Websites werden mittlerweile aufgrund des großen Erfolgs auch als Sammlungen auf DVD herausgebracht, die den gleichen Titel der jeweiligen Website tragen, beispielsweise:
- MILF Hunter
- Mike in Brazil
- 8th Street Latinas
- Money Talks
- Round and Brown
- Big Naturals
- Big Tits Boss
- We Live Together
- Extreme Assess
- MILF Next Door
- First Time Auditions
- Cum Fiesta
- CFNM Secret

Ergänzend gibt es auch Kompilationen wie beispielsweise Phoenix Marie Experience.

## Ranking
Ab Dezember 2019 hat Reality Kings eine Traffic-Rangliste von 11734.

## Darstellerinnen
Bekannte Darstellerinnen des Networks sind:
- Abella Danger
- Abigail Mac
- Adriana Chechik
- Aletta Ocean
- Alexis Texas
- Aidra Fox
- Ariana Marie
- Ava Addams
- Dani Daniels
- Dillion Harper
- Jessa Rhodes
- Jillian Janson
- Lisa Ann
- Madison Ivy
- Megan Rain
- Mia Malkova
- Nikki Benz
- Remy LaCroix
- Riley Reid
- Sasha Grey
- Stella Cox
- Tori Black

## Sponsoring
Reality Kings ist auch als Sponsor für den Mixed-Martial-Arts-Kämpfer Kimbo Slice bekannt. Im Vorfeld des Kampfes von Slice gegen James Thompson am 31. Mai 2008, der auf CBS gezeigt wurde, wurde Reality Kings nicht als Sponsor zugelassen. Grund hierfür war die Eigenschaft von CBS als Primetime-Fernsehsender. Kimbo Slice arbeitete auch als Bodyguard für RK Netmedia, die Firma hinter Reality Kings.

## Strafverfahren
Im Juni 2005 wurde gegen RK Netmedia Inc. (die Firma, die das Reality Kings Network betreibt) von der Federal Trade Commission wegen Verstößen gegen den sogenannten CAN-SPAM Act ein gerichtliches Verfahren eingeleitet. Das Unternehmen verstieß dabei gegen eine Vorschrift, die besagt, dass per E-Mail versandte Werbung (Spam) im Betreff durch den Hinweis „sexually explicit“ gekennzeichnet werden muss.